# Anton Schmutzer
Anton Schmutzer (* 3. Juli 1864 in Feldkirch, Österreich; † 27. Mai 1936 ebenda) war ein österreichischer Musiker, Komponist und Chorleiter.

## Leben
Anton Schmutzer wurde als Sohn des Philipp M. Schmutzer d. Ä. geboren und erhielt auch seine erste Ausbildung zum Geiger durch ihn. In seinem Geburtsort Feldkirch besuchte er von 1875 bis 1883 ein Gymnasium. 1883 fing er ein Studium der Rechtswissenschaften an der Universität Innsbruck an, hörte gleichzeitig Musiktheorie bei Josef Pembaur d. Ä. und vervollkommnete sein Violinspiel bei Johann Bohus. In einem Theaterorchester fiel er durch seine Kunstfertigkeit auf und erhielt 1884 den Jakob-Stainer-Preis. 1886 setzte er an den Universitäten Graz und Prag seine Studien fort, um am Ende freilich die Rechtswissenschaften aufzugeben.
Zurückgekehrt nach Feldkirch, wurde er Stellvertreter und Nachfolger seines Vaters als Chorregent, gleichzeitig Musiklehrer am Jesuitengymnasium Stella Matutina (1892–1933) und von 1912 bis 1926 zusätzlich am Gymnasium in Feldkirch. Er komponierte vor allem für Chöre und kirchliche Anlässe. Das Musikleben in Feldkirch hat seiner vielfältigen Tätigkeit eine Menge zu verdanken. 
Im „Ländle“, wie die Vorarlberger ihre Heimat liebevoll bezeichnen, ist Anton Schmutzers Lied „’s Ländle“ bekannt, wenn auch viele den vollständigen Text nicht kennen. Das Lied wurde 1949 zur Vorarlberger Landeshymne erklärt.

## Werke

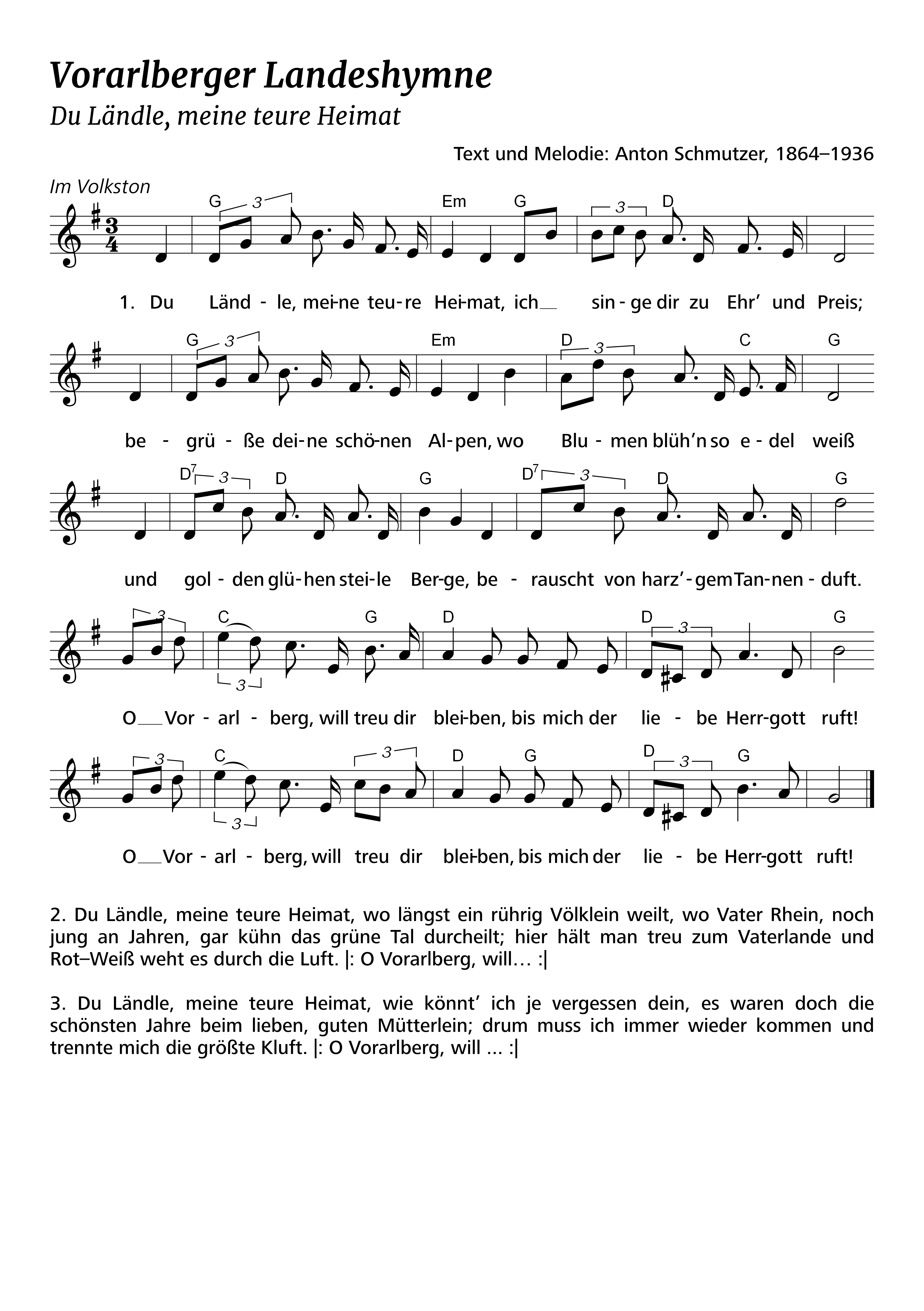
„‘Ländle“ in der Form der heutigen Landeshymne Vorarlbergs

- ‘s Ländle – Vorarlberger Landeshymne,
- Kleine Messe für gemischten Chor a cappella
- Benedicta sit – Motette für gemischten Chor
- Lauda Jerusalem – Motette für gemischten Chor
- O sanctissima – Motette für gemischten Chor
- Sacris Solemnis – Motette für gemischten Chor